# Malkasten (Künstlerverein)

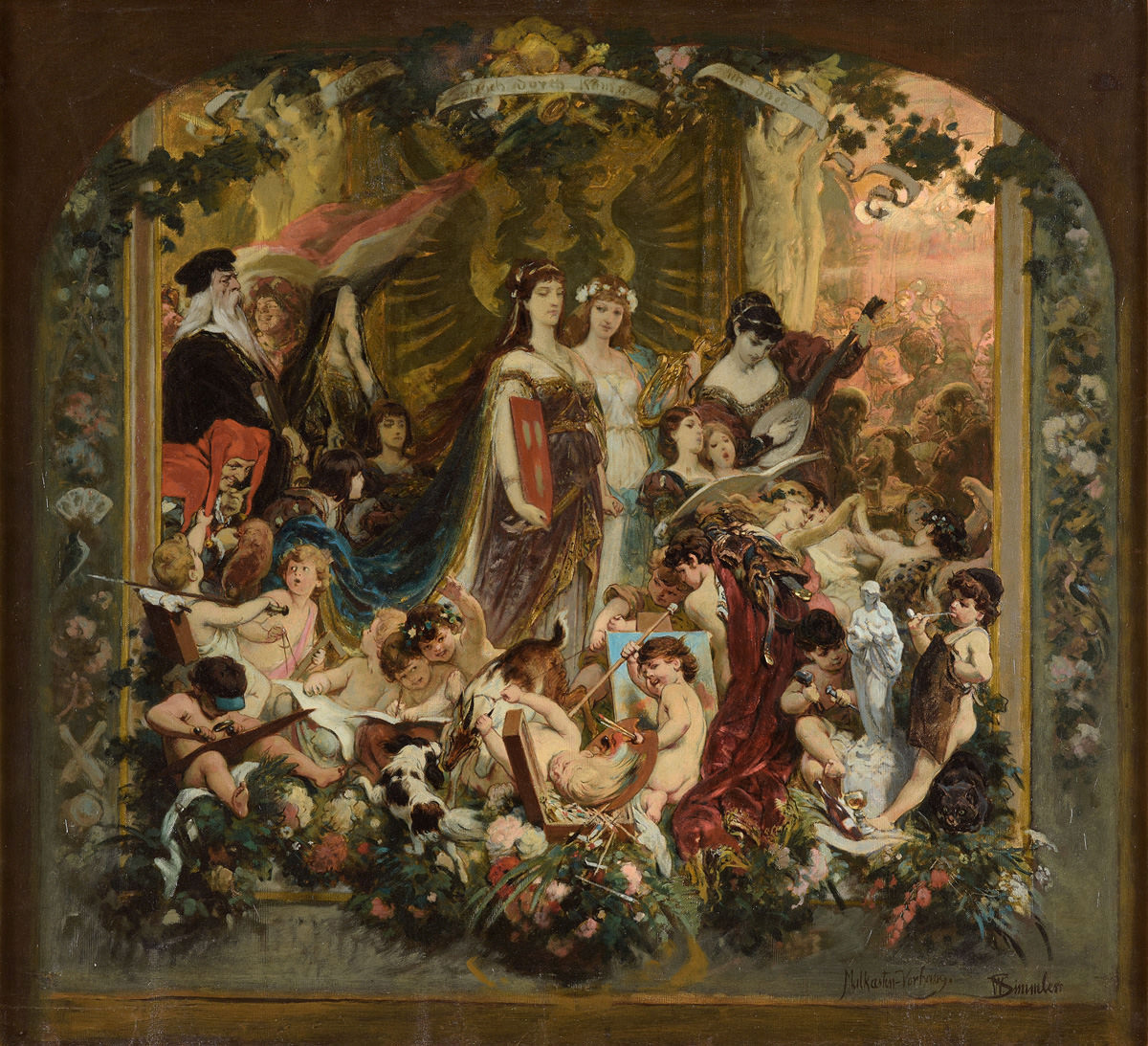
Allegorie des Künstlervereins Malkasten auf dem „Malkasten-Vorhang“ von Wilhelm Simmler

Der Künstlerverein Malkasten, Abkürzung KVM, ist ein am 6. August 1848 in Düsseldorf gegründeter Künstlerverein. Seit 1867 hat die künstlerische Vereinigung ihren Sitz im Malkasten-Haus in der Jacobistraße 6a im Stadtteil Pempelfort. Seit Mai 2024 amtiert der Fotograf Christoph Westermeier als 1. Vorsitzender des Vorstands.

## Geschichte

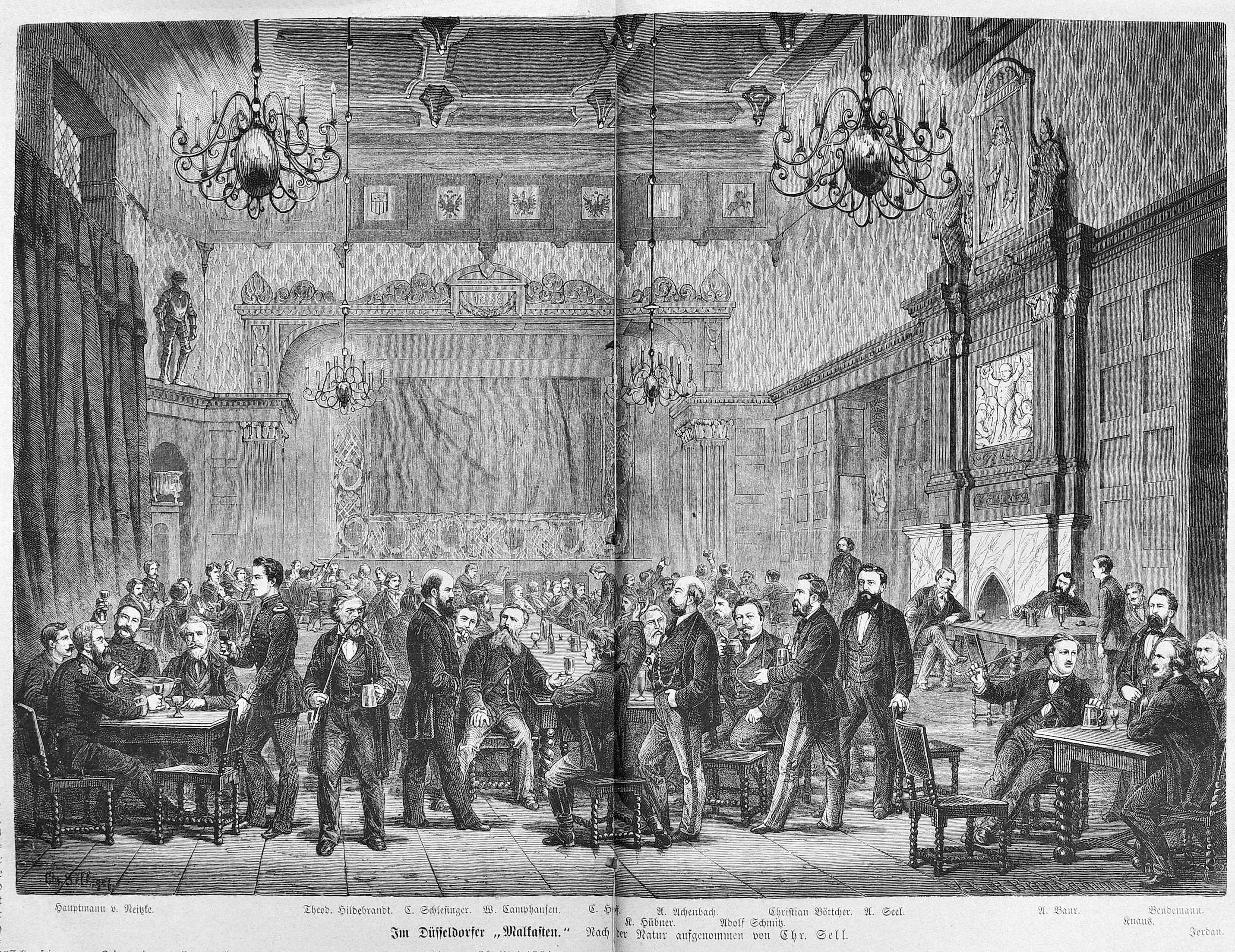
Szene einer Veranstaltung des Künstlervereins „Malkasten“, Abbildung in der Gartenlaube, 1869

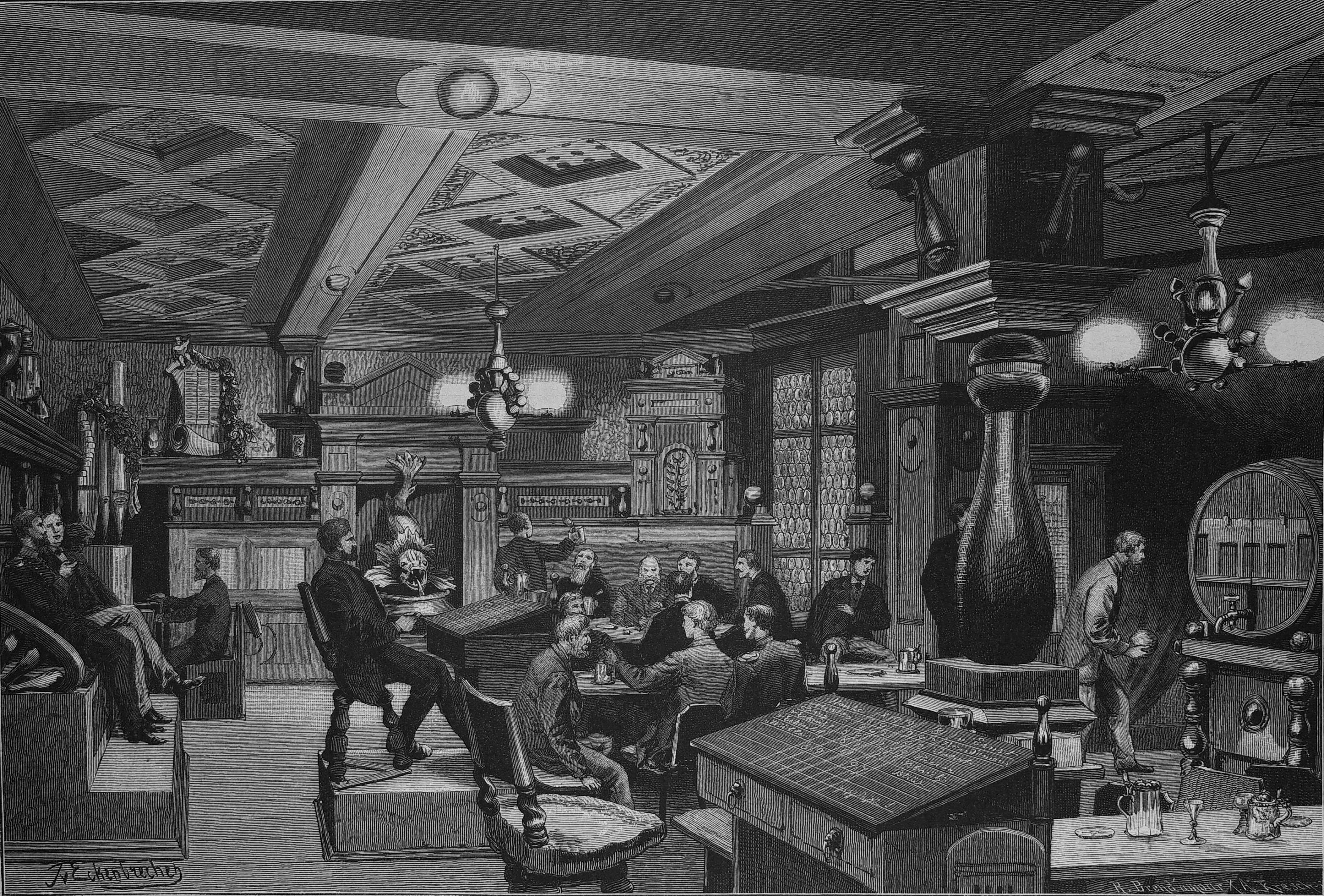
Szene an der Kegelbahn im „Malkasten“, Abbildung in der Gartenlaube, 1885, nach einer Zeichnung von Themistokles von Eckenbrecher

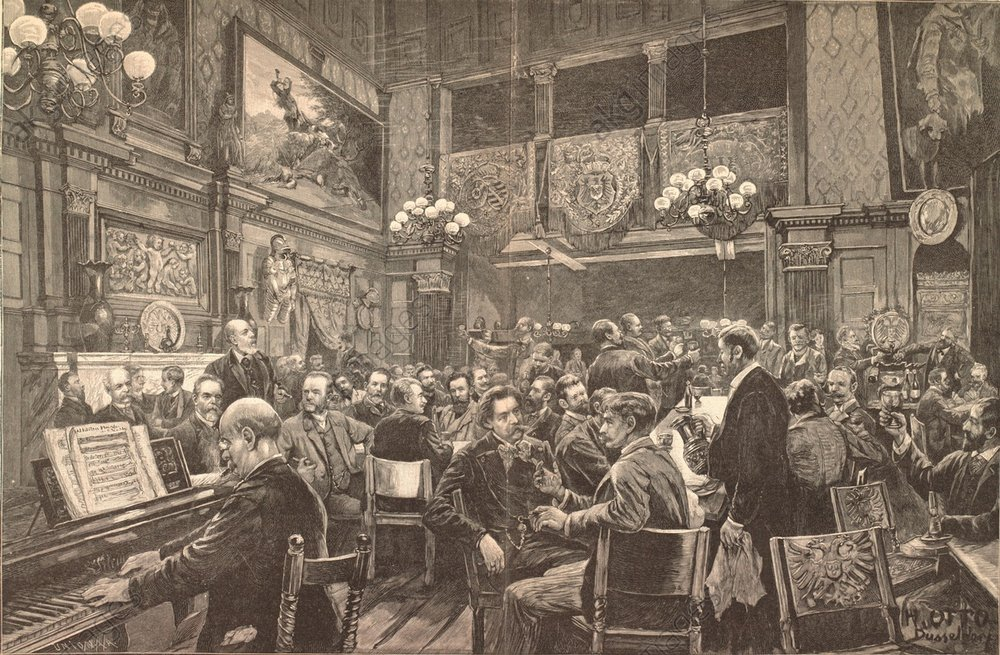
Festbowle im Malkasten, Holzstich von Heinrich Otto, um 1890

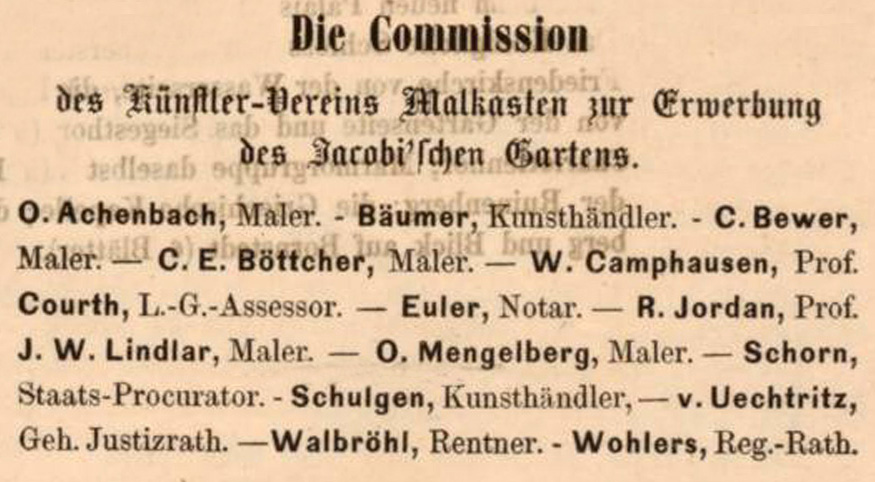
Die Commission des Künstler-Vereins Malkasten für eine Lotterie 1861

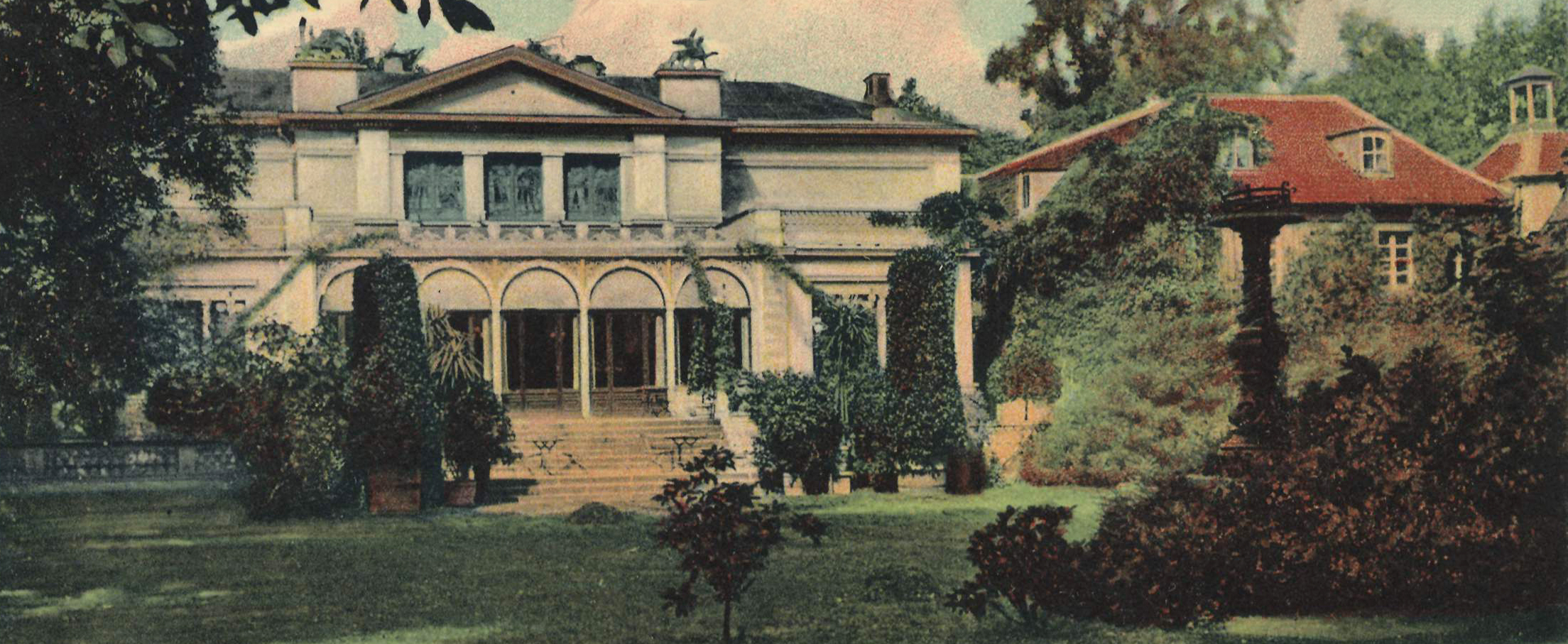
Malkasten-Haus, 1904

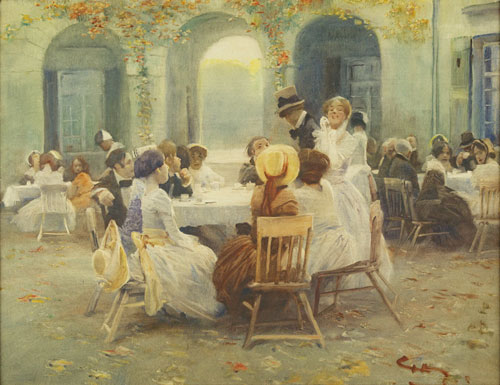
Heitere Runde im Malkasten, Gemälde von Wilhelm Schreuer

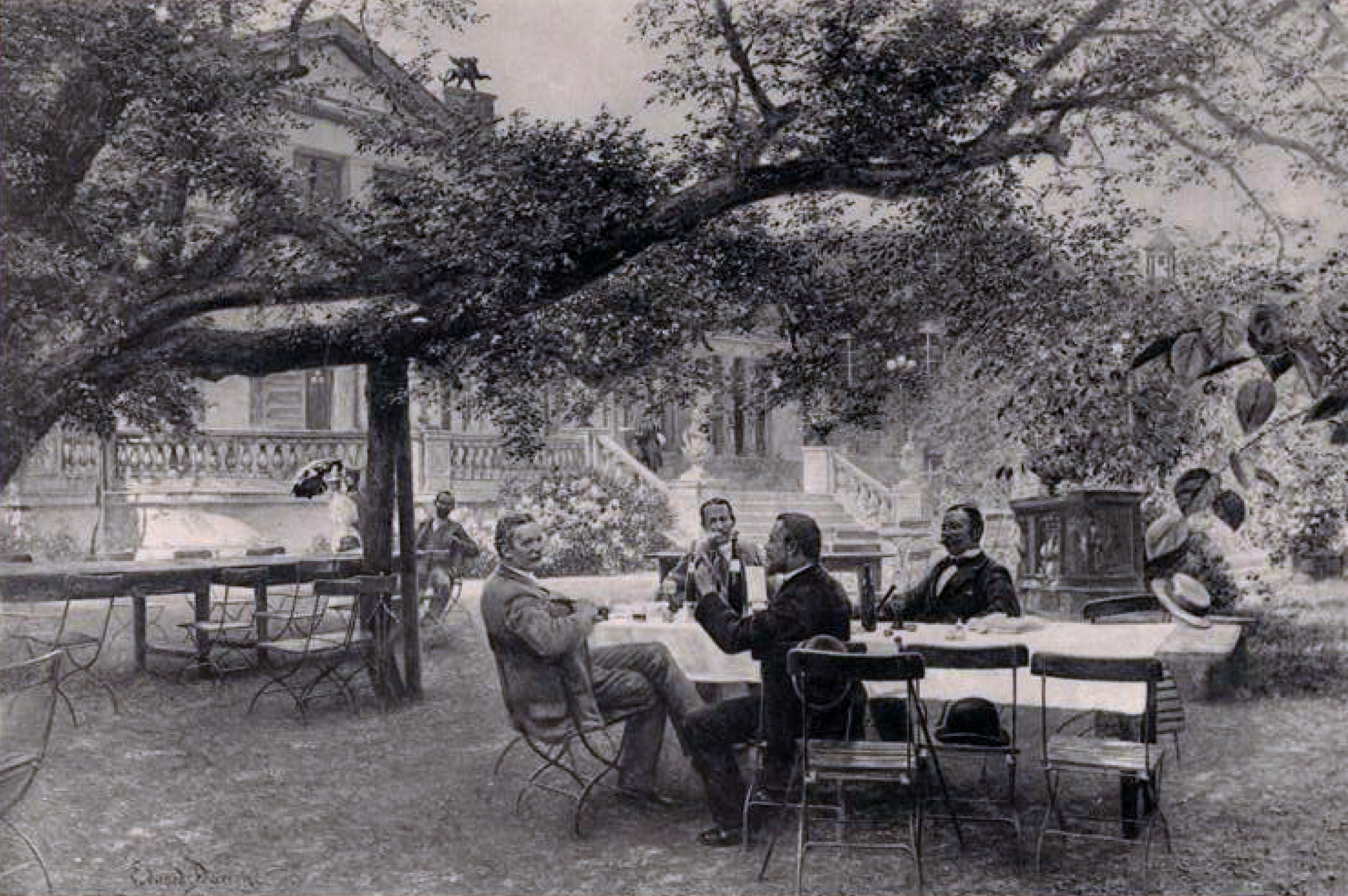
Mittag im Malkasten, Gemälde von Eduard Daelen, 1898

Während der als Märzrevolution bezeichneten Unruhen im Jahr 1848, die zur deutschen Nationalversammlung und damit zur Feststellung der Verfassung führten, beteiligten sich auch Düsseldorfer Künstler an den politischen Diskussionen. So fand am 6. August 1848 das vom Düsseldorfer „Verein für demokratische Monarchie“ aufgerufene „Fest der deutschen Einheit“ statt, zu denen Maler und Bildhauer mit ihrer künstlerischen Gestaltung beitrugen. Daraufhin gründeten sie noch am selben Abend im Rahmen der Feierlichkeiten eine Künstlervereinigung, der sie wenige Tage später – auf Vorschlag des Malers Carl Wilhelm Hübner – den Namen „Malkasten“ gaben. Der Name sollte das gleichberechtigte Nebeneinander jeder politischen und künstlerischen Couleur zum Ausdruck bringen. Der später in New York gegründete Künstlerverein Palette Club lehnte sich an diese Namensgebung an.

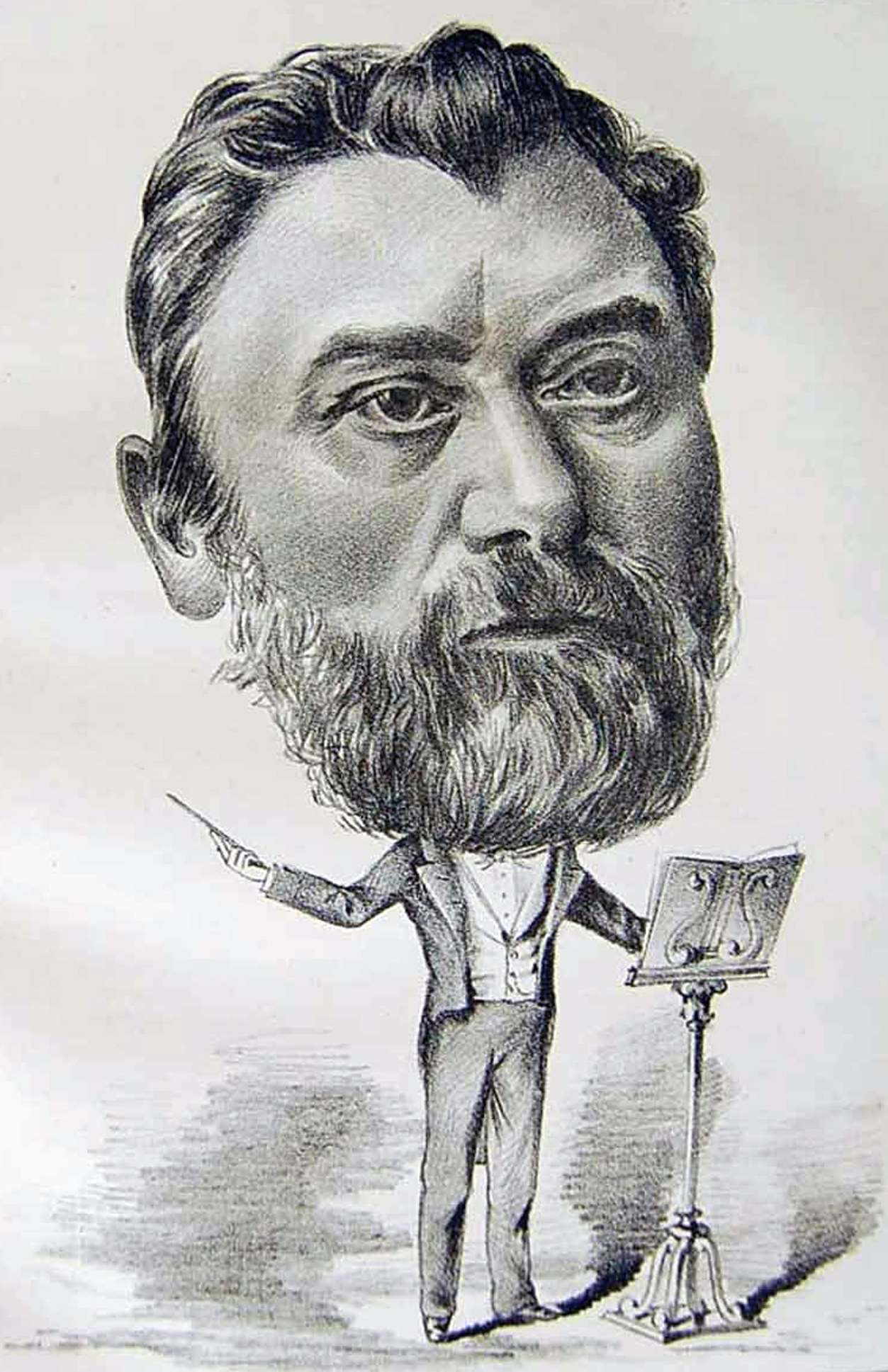
Julius Tausch, Karikatur von Ernst Bosch, um 1877

Zu den insgesamt 112 ausschließlich männlichen Gründungsmitgliedern des Vereins zählten nicht nur Akademieprofessoren, wie die Historienmaler Theodor Hildebrandt, Heinrich Mücke und Karl Ferdinand Sohn, sondern auch der Maler und Redakteur der politisch-satirischen „Düsseldorfer Monathefte“ Lorenz Clasen sowie der Maler der Düsseldorfer Malerschule Johann Peter Hasenclever, Joseph Fay, Johann Wilhelm Preyer, Peter Schwingen und der amerikanische Maler Emanuel Leutze, der maßgeblich an der Entwicklung einer von Akademie und Kunstverein unabhängigen „freien“ Künstlerschaft beteiligt war. Einziges Gründungsmitglied, welches nicht zur Bildenden Kunst zählte, war der städtische Musikdirektor Düsseldorfs, Julius Tausch, der das musikalische Leben des Vereins bereicherte und 1852 den Malkasten-Paukenmarsch (op. 7) komponierte. Frauen wurden erst ab 1977 als ordentliche und außerordentliche Mitglieder aufgenommen, wobei diese schon im 19. Jahrhundert aktiv im Künstlerverein tätig waren.
Für die Gründung einer gemeinsamen Organisation fanden sich neben Akademiemitgliedern, Professoren und Schülern, auch außerhalb der Akademie stehende Künstler, wie Carl Friedrich Lessing, zusammen.

### Gründung 1848
Am 11. August 1848 wurden die Statuten des Malkasten festgelegt und der erste Vorstand gewählt. In den Statuten wurde festgelegt, dass der „KVM“ als „Verein für geselliges Künstlerleben“ eine sich heterogen zusammensetzende Mitgliederschaft vertreten soll und „keinen anderen Zweck hat, als Interessen der Kunst und Künstler zu besprechen und zu fördern und sich gesellig zu unterhalten“. Schon im Jahr 1849 konnte der Vorstand offiziell bekanntgeben, dass sich dem Verein fast die gesamte männliche Düsseldorfer Künstlerschaft angeschlossen hatte.
Als „Cristallisationspunkt aller geistigen Bestrebungen der gesamten hiesigen Künstlerschaft“ und mit dem Entschluss, dass auch Nichtkünstler beitreten dürfen, gewann der „Malkasten“ schnell eine zentrale Bedeutung im Düsseldorfer Gesellschaftsleben. In verschiedenen Restaurationsbetrieben mietete er hierzu Räume an. Zu seinen Veranstaltungen gehörten verschiedene gesellige Zusammenkünfte, etwa die Karnevalsredoute, auch Malkasten Redoute genannt, und das jährliche Stiftungsfest im Spätsommer. Die Vielseitigkeit des Vereins zeigte sich dabei gerade auch durch das Zusammenwirken von Musikern, Dichtern und Schriftstellern. Robert Schumann wurde Anfang November 1850 zunächst als außerordentliches, dann als ordentliches Mitglied aufgenommen.
Im Jahre 1851 veranstaltete „die hiesige Künstlerschaft“ ein Schadow-Fest aus Anlass des 25-jährigen Dienstjubiläums von Friedrich Wilhelm von Schadow. Siebzig ehemalige Schadow-Schüler, von Andreas Achenbach bis Christian Julius Zielke, beteiligten sich mit jeweils einer Zeichnung oder Skizze, welche dann zu einem Album vereint wurden. Das Album wurde 2009 von Katharina Bott erneut zusammengestellt und als Bildband aufgelegt.
1856 ging vom Malkasten der Aufruf zu einer „ersten Versammlung deutscher bildenden Künstler“ in Bingen am Rhein aus. Die Initiatoren des Aufrufs waren ein Kreis um Hermann Becker und Emanuel Leutze. Das am 28. bis 30. September 1856 abgehaltene Künstlertreffen, zu dem rund 160 Teilnehmer aus 21 Orten Deutschlands anreisten, führte zur Gründung der Allgemeinen Deutschen Kunstgenossenschaft, dem ersten überregionalen Berufsverband für bildende Künstler in Deutschland.
Für die vielen Aktivitäten des Malkastens wurden die verschiedenen angemieteten Räumlichkeiten sehr schnell zu klein. Zuletzt, von 1852 bis 1865, stellte der Gastronom Eugen Bouverot dem Verein einen großen Raum mit Bühne im ersten Stock seines Hauses Ratinger Straße 3 zur Verfügung. Und so bemühte man sich ab 1857 um den Jacobi’schen Garten in Düsseldorf, auf den dann ein eigenes Haus gebaut werden sollte. Als das an Schloss Jägerhof angrenzende Grundstück in den 1850ern verkauft werden sollte und da der Wohnsitz des Philosophen Friedrich Heinrich Jacobi nicht in die Hände von Spekulanten fallen sollte, genehmigte die Stadt 1861 den Verkauf an den KVM. Am 17. April 1861 hatte der Künstlerverein das Corporationsrecht erhalten und somit den Rechtsweg zum Erwerb des Grundbesitzes.

### Im Malkasten-Haus ab 1867
Zur Finanzierung des Gutes organisierte die Kommission des Künstlervereins Malkasten, mit dem Vorsitzenden Otto Euler, eine große Lotterie. Die Künstlerschaft stellten Ölgemälde (alle in Goldrahmen), Aquarelle, Handzeichnungen, Lithografien, Holzschnitte, Drucke und Radierungen, so wie Fotografien und auch eine Marmorstatue und Gips-Sachen im Gesamtwert von 46.000 Talern für die Verlosung zur Verfügung. So konnte das neue Vereinshaus ab 1864 gebaut und im Frühjahr 1867 eingeweiht werden. Die hier durchgeführten Veranstaltungen ließen den Malkasten zum Mittelpunkt kunstinteressierter Angehöriger der Düsseldorfer Gesellschaft werden. Eine besondere Attraktion waren die „dramatisch-malerisch-musikalischen Aufführungen“ der Malkastenbühne, deren dekorativ-szenische Ausstattung oft in den Händen von Malern wie Andreas und Oswald Achenbach, Alexander Michelis, Fritz von Wille und Emanuel Leutze lag und an die Tradition der tableaux vivants anknüpften. Am 6. September 1877 besuchte Kaiser Wilhelm I. das ihm zu Ehren ausgerichtete Kaiserfest des Malkastens, in dem mehrere Tableaux vivants, unter anderem das Bild Blüchers Rheinüberschreitung bei Kaub, festlich inszeniert wurden. Karl Hoff schrieb das Festspiel. Die Musik für den Abend komponierte Julius Tausch. Das anschließende Festbankett fand in der Tonhalle statt. Dieses Ereignis erschien den Düsseldorfern als so bedeutend, dass sie davon ein Wandgemälde im Sitzungssaal ihres 1884 errichteten Neuen Rathauses anfertigen ließen.
Der Garten, die historischen und neuen Gebäude, der Düsselbach und der Venusteich boten Raum und Hintergrund für phantasievolle Künstlerfeste, die über die Grenzen Düsseldorfs hinaus bekannt waren. Der Venusteich hatte seinen Namen von einer inmitten des Teichs aufgestellten Venusfigur, die der Venus von Milo nachgebildet war. Da sie aus dem weichen Metall gesammelter und eingeschmolzener Farbtuben hergestellt war, bekam ihr „Popo“ – wie der Schriftsteller Hanns Heinz Ewers schrieb – schon bald durch den Beschuss mit Armbrüsten, Schleudern und Blasrohren manch schöne „Blötsch“.
Am 24. Juni 1869 fand die „Semisaecular-Feier der Düsseldorfer Kunstakademie“ (der dritte Tag der Veranstaltung) mit Festspiel und Festzug im Malkastengarten statt. Wilhelm Camphausen spielte den Vater Rhein, Albert Bogislav Lüdecke und Otto Erdmann die Maler, Karl Hoff einen Gnom, Schauspielerin Ehrenbaum aus Dessau die Romantik und Albert Baur den Kurfürsten Johann Wilhelm. Andreas Achenbach malte die Dekorationen. Der festliche Zug war ein Tableau vivant von Gemälden der romantischen Periode der Düsseldorfer Malerschule. Die Erträge waren für das Cornelius-Denkmal bestimmt. Damit sollte Peter von Cornelius geehrt werden, der bei der Wiederbegründung der Akademie im Jahre 1819 zu deren Direktor berufen worden war.
In den frühen 1880er Jahren lernten sich im Malkasten der preußische Rittmeister Armand von Ardenne, seine Gemahlin Elisabeth und der Amtsrichter Emil Hartwich kennen. Die publik gewordene Liebesbeziehung zwischen der Offiziersgattin und dem Amtsrichter veranlasste den Offizier, den Amtsrichter zu einem Pistolenduell am 27. November 1886 herauszufordern und dabei tödlich zu verletzen. Diese Begebenheit nutzte der Schriftsteller Theodor Fontane als Stoff für seinen berühmten Gesellschaftsroman Effi Briest.
Von Mitte der 1880er Jahre bis 1900 veranstalteten Künstler des Malkastens im Luftkurort Herchen an der Sieg am 2. September so genannte „Sedan-Spiele“ mit schwimmenden Bühnenbildern. Noch heute erinnern die „Düsseldorfer Hütte“ und der „Künstlerweg“ in Herchen an die Vergangenheit des Dorfes als „Sommerfrische“ der Künstler.
Der durch den 1844 gegründeten Verein der Düsseldorfer Künstler zur gegenseitigen Unterstützung und Hilfe im Jahre 1898 ins Leben gerufene Verein zur Veranstaltung von Kunstausstellungen e. V. residierte im Malkasten-Haus. Nicht wenige Mitglieder des Malkasten waren auch in diesen Vereinen vertreten.
Um 1900 ging von einer Kunstkommission, der vor allem Mitglieder des Malkastens angehörten, die Initiative zur Gründung der Kunst- und Kulturzeitschrift Die Rheinlande aus. Ihre wichtigsten Initiatoren waren damals der Industrielle und Kunstmäzen Fritz Koegel und sein Freund, der Schriftsteller Wilhelm Schäfer.
Zur „Jahrtausendfeier des Rheinlandes“ im Jahr 1925 repräsentierten historisierende Umzüge mit mehreren Hundert kostümierten Teilnehmern die Entwicklung der rheinischen Geschichte, und 1928 führte der KVM zu Ehren Albrecht Dürers eines der letzten großen Festspiele auf, die von den Mitgliedern selbst verfasst und inszeniert wurden. In den 1920er Jahren stand der KVM in engem Kontakt mit prominenten Künstlern Deutschlands. So vermochte er Schriftsteller wie Thomas Mann für Vorträge zu gewinnen.
Während im Zuge der Gleichschaltung viele Düsseldorfer Künstler verfolgt wurden, arrangierte sich der KVM mit den Nationalsozialisten. Gemeinsam mit dem Kampfbund für deutsche Kultur feierte er die „nationale Erhebung“ und pflanzte dem „Retter aus höchster Not“ eine „Hitler-Eiche“.
Die Mitgliederstrukturen erfuhren bis zum Ausbruch des Zweiten Weltkrieges im Jahr 1939 keine wesentlichen Veränderungen; zu einem festen Stamm von durchschnittlich 400 Mitgliedern zählten Künstler und Kunstinteressierte. Durch das große Gemeinschaftsgefühl des KVM und die große Mitgliederzahl konnten die Stagnation in der Weltwirtschaftskrise und die Zeit des Nationalsozialismus überstanden werden. Nach 1945 wurden mit aufopferungsbereiter Unterstützung der Mitglieder die Vereinsgebäude nach den Plänen der Architekten Helmut Hentrich und Hans Heuser wieder aufgebaut. Helmut Hentrich war 1945–1955 Erster Vorsitzender des Vereins.
1977 wurde mit Helga Radener-Blaschke das erste ordentliche weibliche Mitglied aufgenommen.

### Aufführungen

Dramatisch-malerisch-musikalische Aufführungen auf der Malkastenbühne und im Malkastenpark
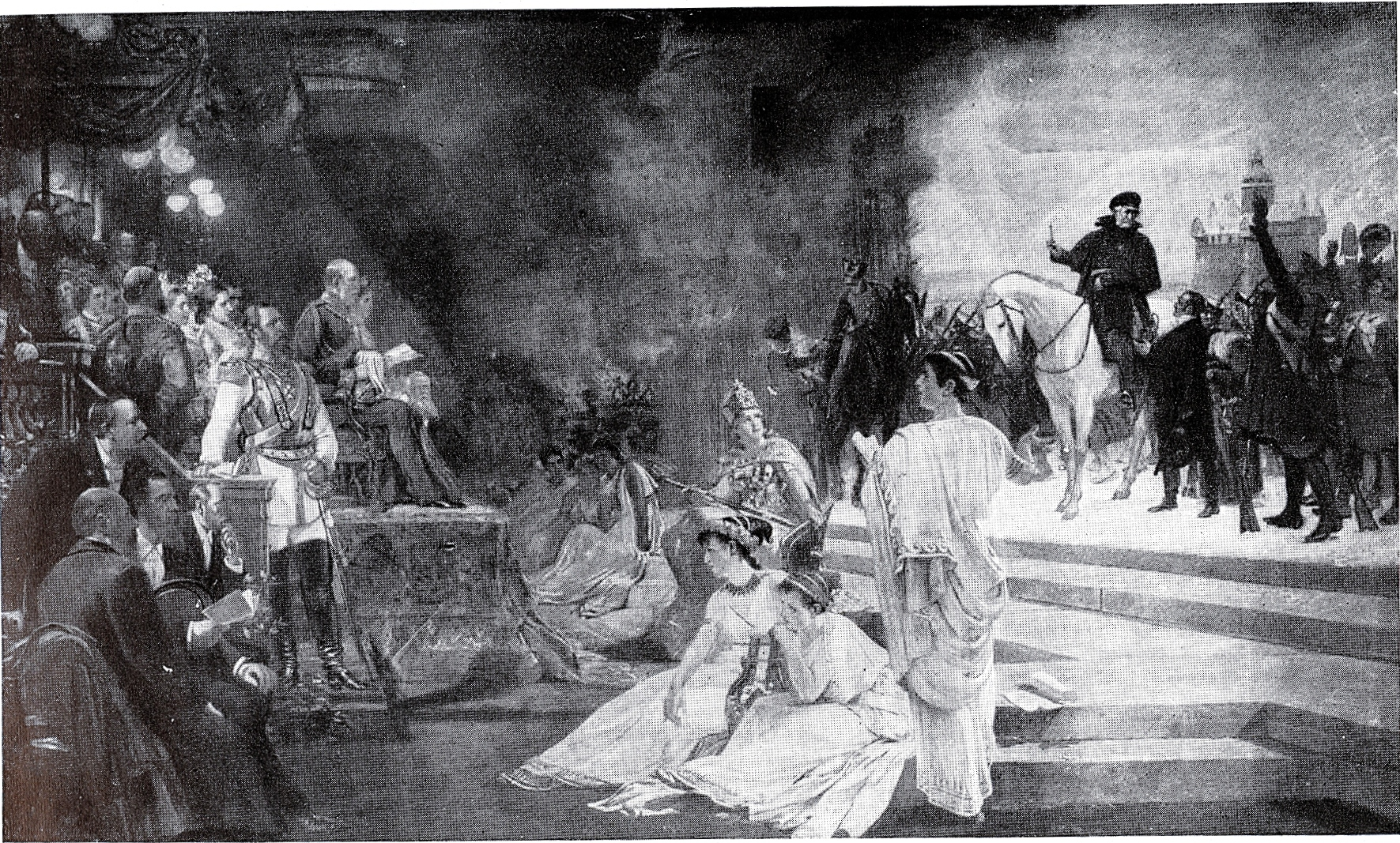
Festspiel vor Kaiser Wilhelm I. im Malkasten am 6. September 1877, Wandgemälde von Fritz Neuhaus im Neuen Rathaus (Düsseldorf)
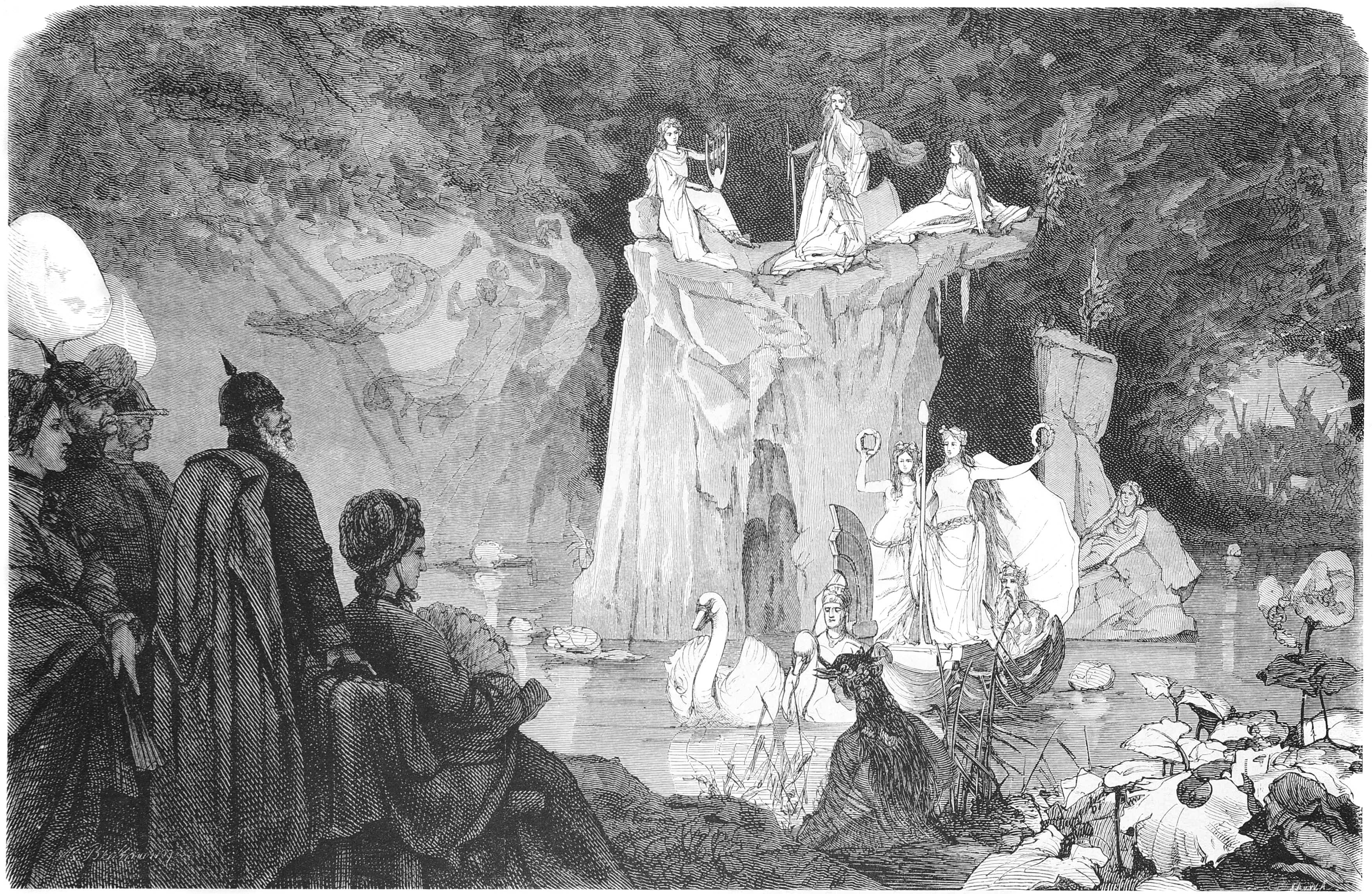
Der Nixenteich aus dem Malkastenfeste zu Düsseldorf, Illustration von Wilhelm Beckmann in der Zeitschrift Die Gartenlaube, 1877
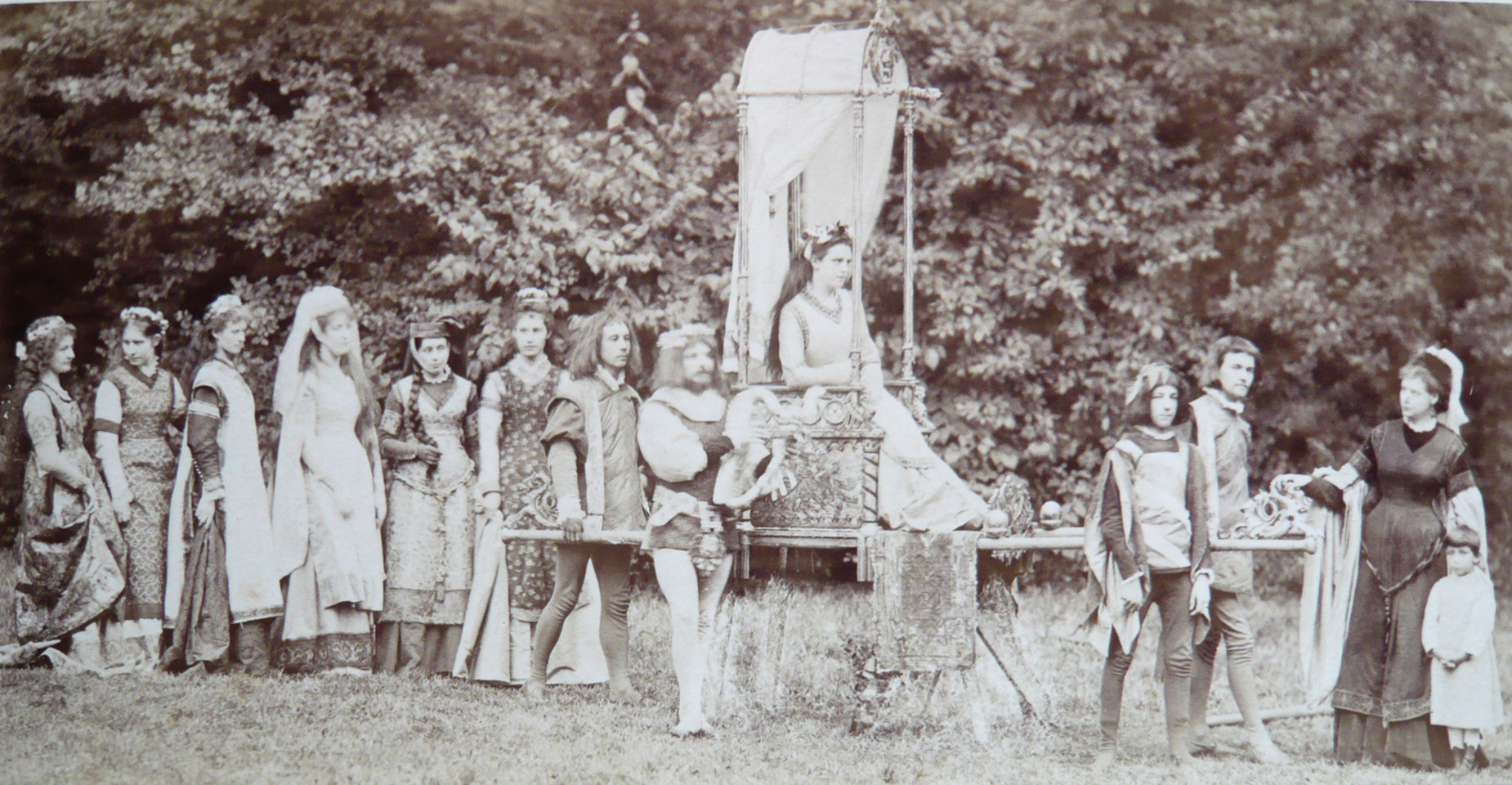
Tableau vivant von Karl Hoff aus dem Malkasten-Festspiel vom 6. September 1877, im Malkastenpark
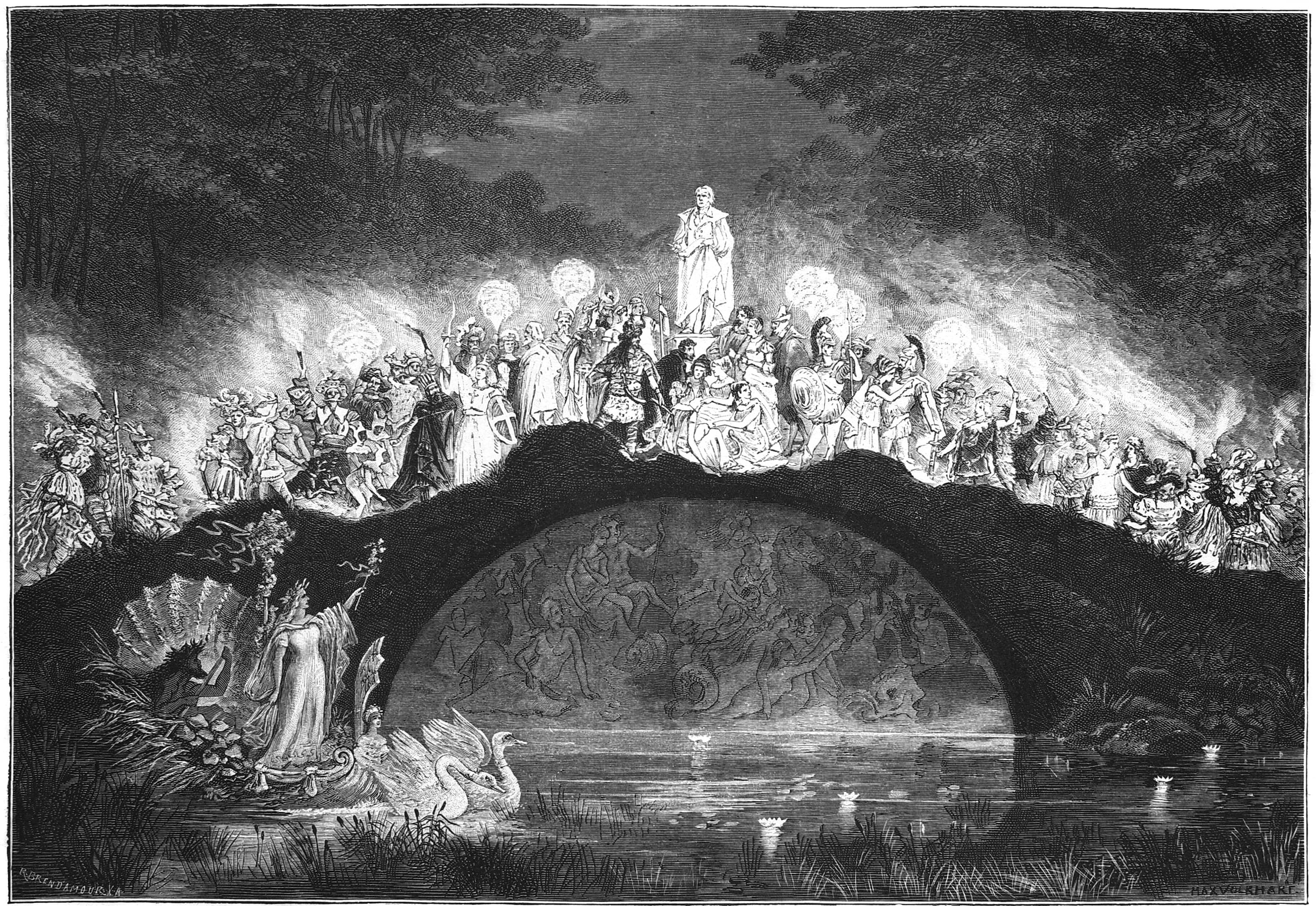
Cornelius-Feier am 24. Juni 1879, Illustration von Max Volkhart in der Zeitschrift Die Gartenlaube, 1879

## „Rettung des Malkastens“ 1991–1994
Um 1990 war der Malkasten ein wenig beachteter Traditionsverein, dessen Gebäude und Park umfassender Sanierung bedurften. Sein Vorstand unter dem Vorsitzenden Hartmut Seeling wollte infolge massiver wirtschaftlicher Schwierigkeiten eine Verpachtung und Bebauung erheblicher Teile des Parks ermöglichen. Der Bau von Helmut Hentrich und Hans Heuser („Hentrichbau“) sollte dem Neubau eines Investors weichen, im Park sollten an Straßen angrenzende Flächen mit Büros bebaut werden. Ende 1991 erfuhr der Künstler Horst Gläsker von diesen Plänen und begann, gemeinsam mit dem Vereinsmitglied Hans Köllges, die Düsseldorfer Künstlerschaft zu informieren und zur Rettung des Malkastens aufzurufen. Daher traten ab Ende 1991 zahlreiche Künstler in den Verein ein.
Eine außerordentliche Mitgliederversammlung beschloss am 14. Januar 1992 die Vergabe eines Erbbaurechts von 99 Jahren und die Genehmigung des Bauvorhabens der Architekten Ingenhoven, Overdiek und Petzinka. Dagegen protestierte die „Künstlerinitiative zur Rettung des Malkastens“, die im März den „Förderverein zur Rettung des Malkastens“ gründete. Dessen Protagonisten waren die Künstlerinnen und Künstler Ulrike Holthöfer, Horst Gläsker, Uli Sappok, Klaus von Ilusta, Isolde Wawrin, Andreas Schön, Susanne Troesser, Klaus Richter und andere. Sie baten den Regierungspräsidenten Düsseldorf, sich für den Erhalt des unversehrten Malkastens einzusetzen. Der Vereinsvorsitzende Hartmut Seeling, der an seinen Plänen festhielt, und andere Vorstandsmitglieder traten am 24. März 1992 zurück.
Zahlreiche von der Kunstszene und der Kulturpolitik gut besuchte Diskussionsrunden, kulturelle Veranstaltungen und Pressekonferenzen folgten, um viele Menschen für den KVM und seine Potentiale zu begeistern, und um sowohl politische als auch finanzielle Unterstützung für seine Sanierung zu finden. Der „Förderverein zur Rettung des Malkastens“ agierte dabei zunächst unabhängig vom KVM mit einer Mischung aus Kooperation und Agitation.
Mehrere Protagonisten des Fördervereins traten in den KVM ein und wurden im Juni 1992 in den Vorstand gewählt; Edmund Spohr wurde der neue Erste Vorsitzende. Torsten Enge und Ulrike Holthöfer entwarfen ein „Konzept für einen erneuerten Malkasten“. Es wurde die Grundlage für einen Förderantrag des KVM bei der NRW-Stiftung, die eine professionelle Sanierung von Gebäuden und Park ermöglichen sollte. Im Juli 1992 begannen KVM-Mitglieder unter der Leitung des Architekten Ludolf Tillmanns mit einer ersten, eigenhändigen Sanierung des „Hentrichbaus“ und der Entrümpelung des Parks.
Im November 1992 trat der Vereinsvorsitzende Edmund Spohr zurück, nachdem andere Vorstandsmitglieder ihm Versäumnisse bei der angestrebten Sanierung und veraltete Vorstellungen von einem Künstlerverein vorgeworfen hatten. Am 9. Februar 1993 wurde der Künstler und Akademieprofessor Klaus Rinke mit großer Mehrheit zum neuen Ersten Vorsitzenden des KVM gewählt. Anfang 1994 wurde Jochen Hülder, der Manager der Toten Hosen, neuer Pächter der Gastronomie des KVM. Hülder erhielt einen 10-Jahres-Pachtvertrag und steuerte einen hohen Betrag zur Renovierung bei. 1994–1995 wurde der KVM nach den Plänen von Ludolf Tillmanns komplett saniert und renoviert.

## Gegenwart

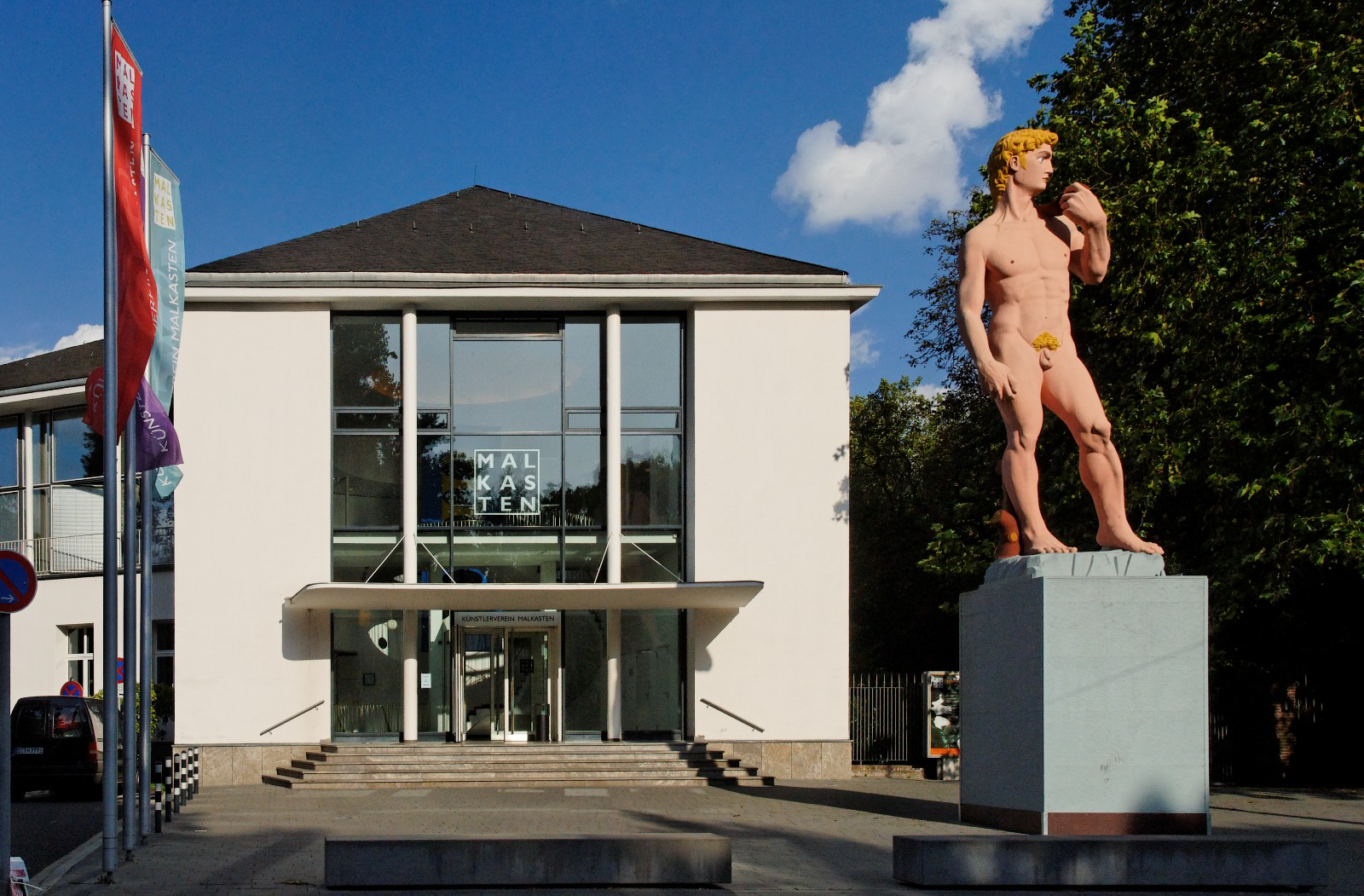
Hentrichhaus des Künstlervereins Malkasten

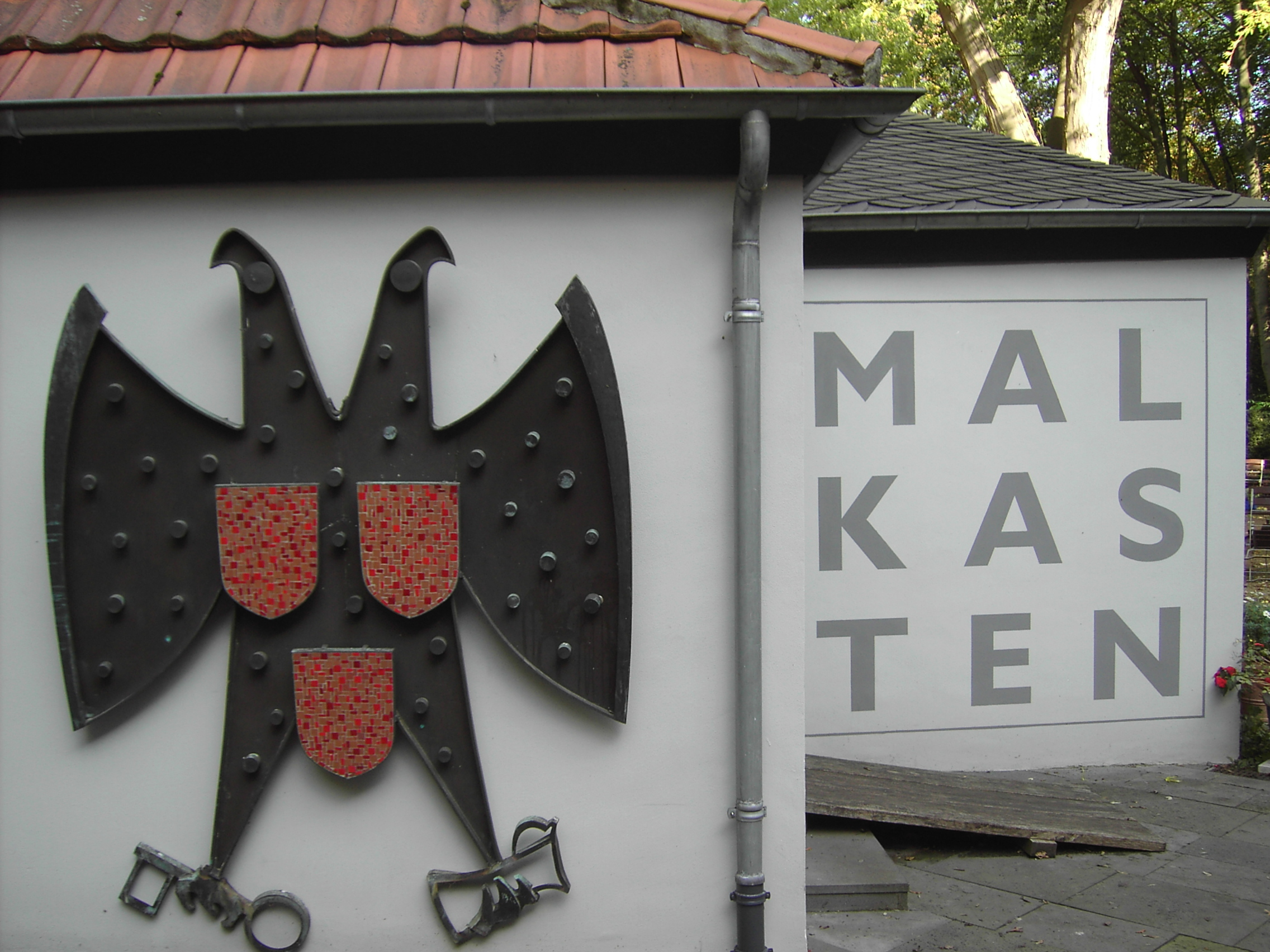
Reichsadler mit Malerschilden, Bierglas und Hausschlüssel – „Malkasten-Adler“ (Vereinswappen), Max Kratz, 1966, neben dem Eingang zum „Jacobihaus“

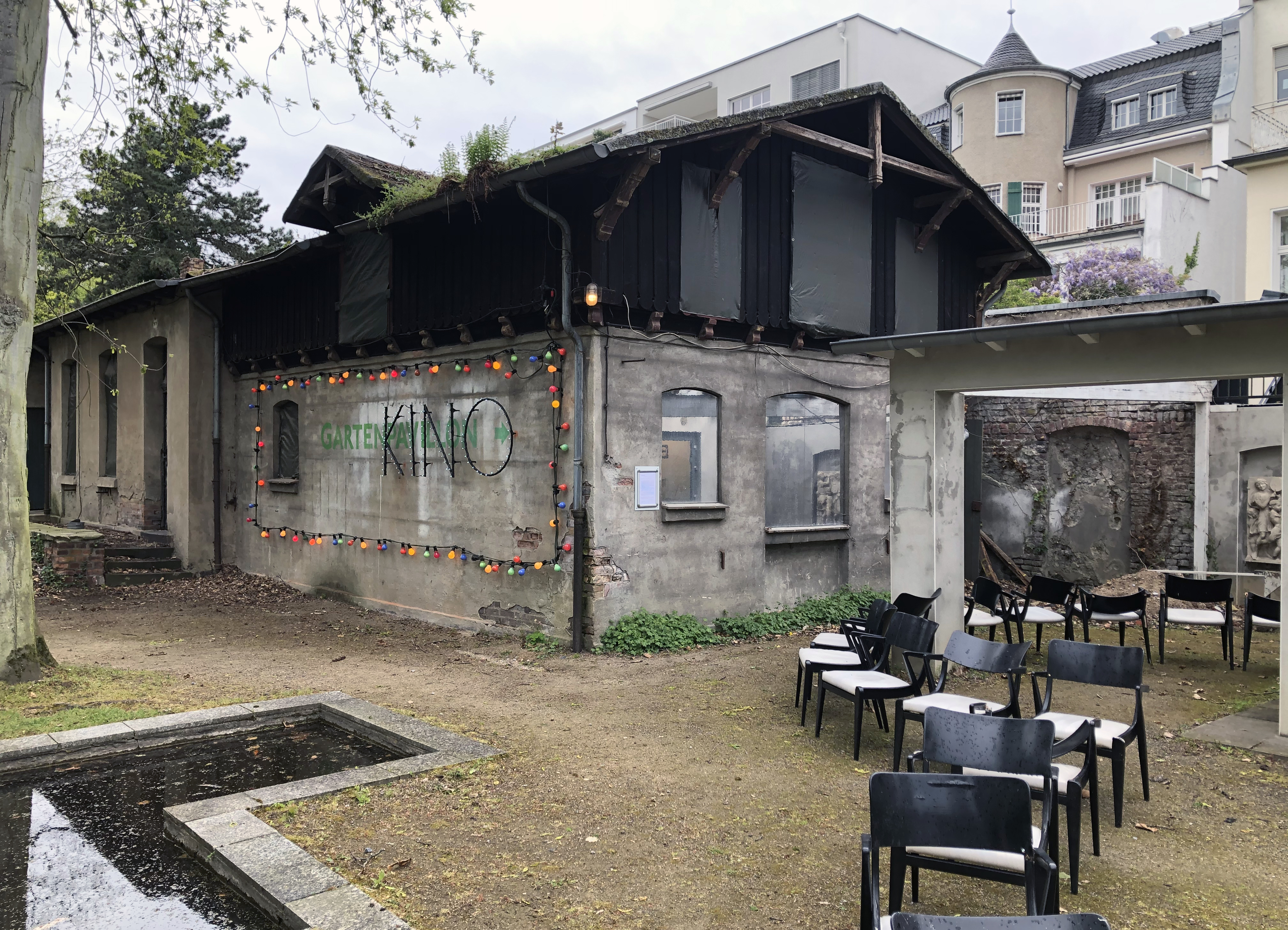
Herz’sches Haus, ehemaliges Gärtnereigebäude an der Flanke des Parks zur Malkastenstraße (2021)

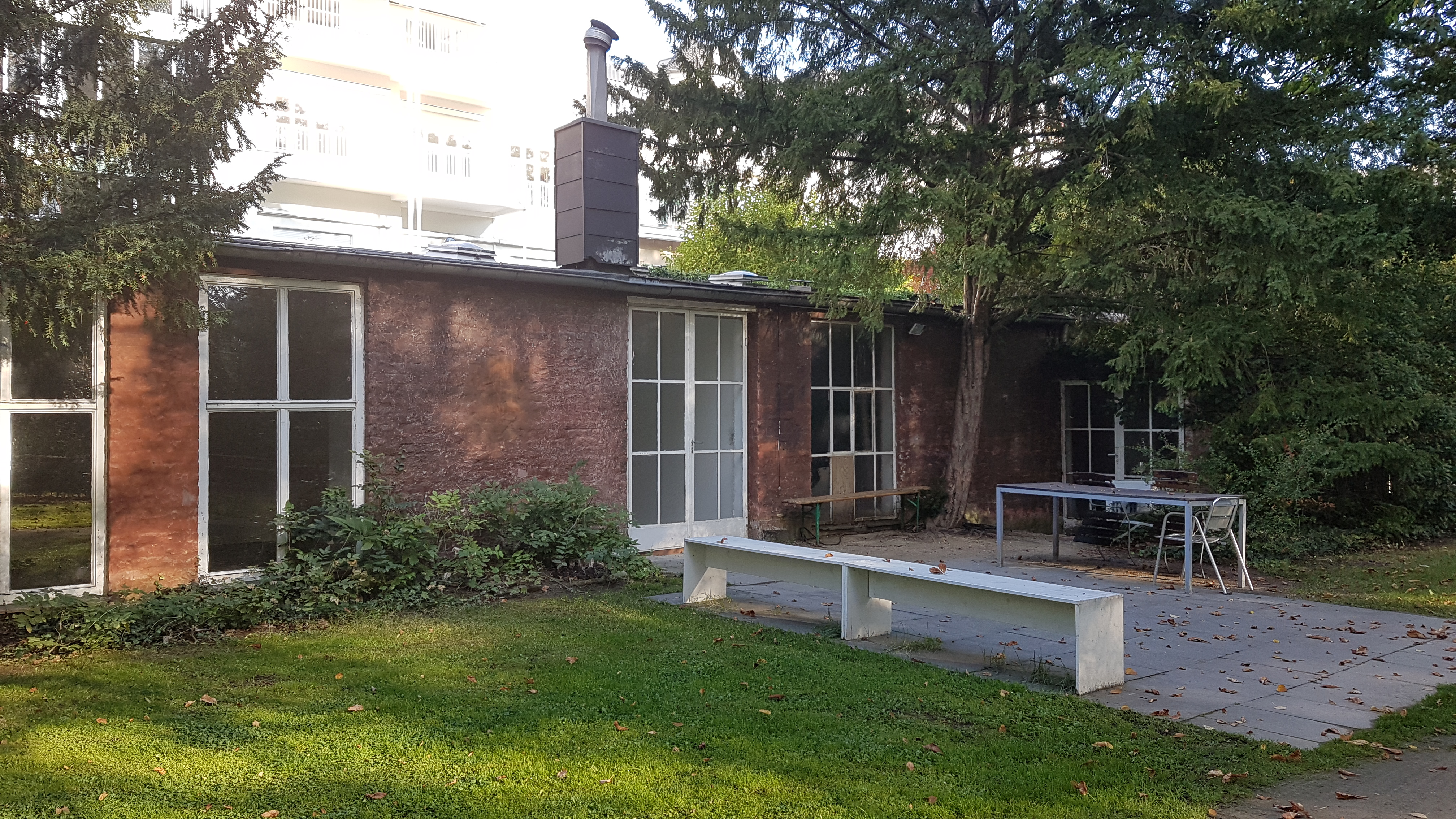
Das „Parkhaus“, ein Ausstellungsort für zeitgenössische Kunst bis 2021, im Park des Künstlerverein Malkasten

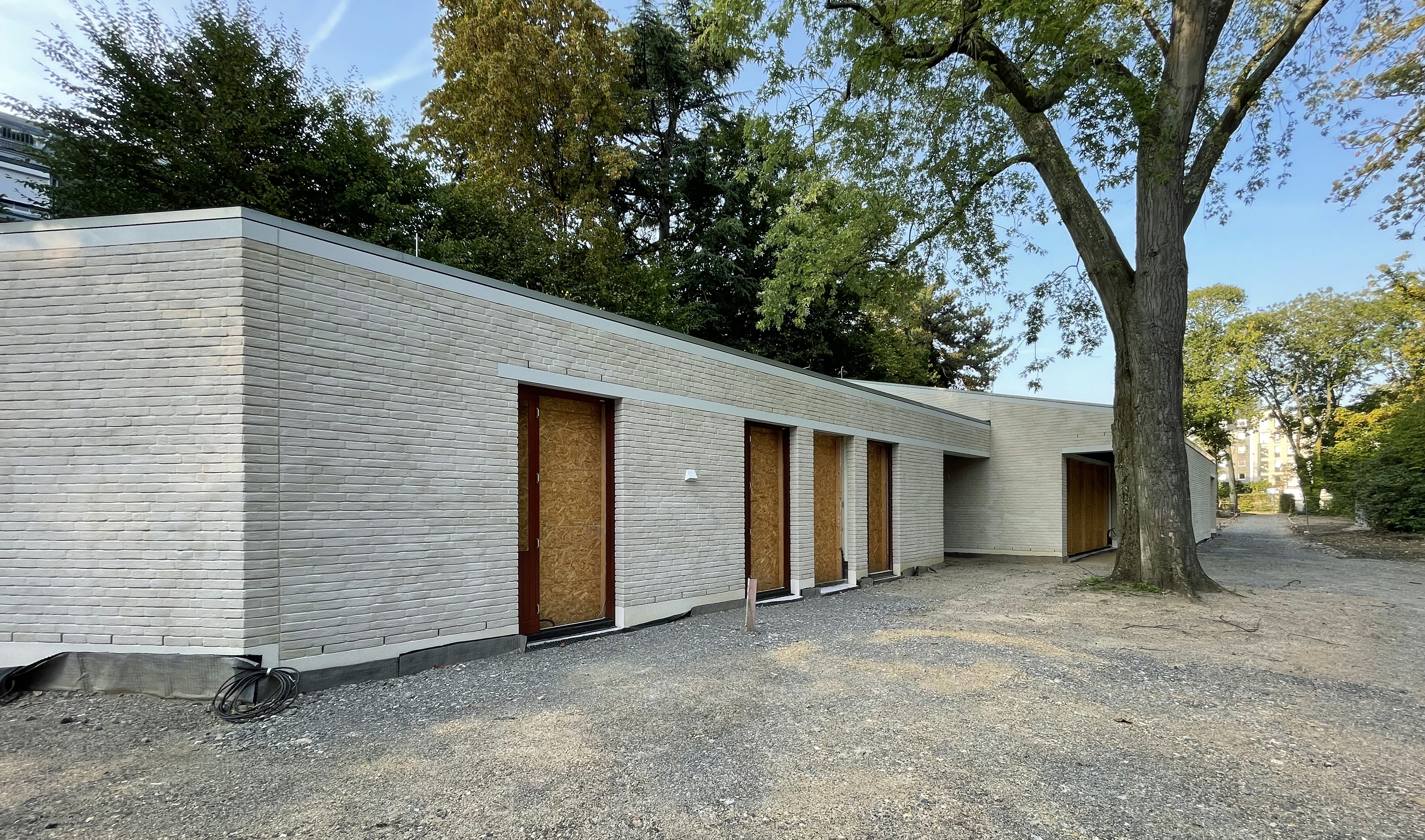
Neue Annexbauten, Architekt Thomas Beucker, Malkastenpark (September 2023)

Der verjüngte Vorstand, die Sanierung des Gebäudekomplexes und des Parks sowie die Entwicklung eines modernen Gastronomiekonzepts bildeten ab 1994 die Grundlage für ein verstärktes kulturelles Engagement des KVM. Die Räumlichkeiten stehen seither für kulturelle Veranstaltungen und für tageweise private Vermietungen zur Verfügung. Der Vorsitzende war seit 2000 Robert Hartmann. Im Mai 2022 wurde Tony Cragg zum ersten Vorsitzenden gewählt. Mitte Mai 2024 übernahm der Fotograf Christoph Westermeier dieses Amt.
Im Besitz des Malkastens, und damit in Künstlerhand, sind das „Jacobihaus“ mit Gesellschaftsräumen und Archiv, das „Hentrichhaus“ mit Theatersaal, Künstlerkeller, Restaurant und Bar sowie der Malkastenpark (oder „Jacobigarten“) mit Biergarten (betrieben bis 2014). Hinzu kamen bis 2021 eine Reihe von renovierungsbedürftigen Anbauten (genannt „Annexbauten“) einschließlich des „Herz’schen Hauses“ (ehemaliges Gärtnerhaus, 1870–1943) und des sogenannten „Parkhauses“, das 1997–2021 von Karl Heinz Rummeny (in den ersten Jahren gemeinsam mit anderen) als Ausstellungsort für junge zeitgenössische Kunst betrieben wurde. Die „Annexbauten“ wurden im Juli 2021 abgerissen und durch zwei Neubauten ersetzt. Das Bauprojekt des neuen „Malkastenforums“ wird von der Gerda-Henkel-Stiftung gefördert, ebenso von der Stadt Düsseldorf und dem Land Nordrhein-Westfalen. Der Neubau an der Stelle des ehemaligen „Herz’schen Hauses“ wurde von der Gerda-Henkel-Stiftung gebaut; sie hat ihn in Erbbaurecht vom KVM gepachtet und darf den Bau 50 Jahre lang nutzen.
Laut Protokoll der Mitgliederversammlung vom Mai 2023 hatte der KVM damals insgesamt 520 Mitglieder: 363 ordentliche Mitglieder und 157 außerordentliche Mitglieder. Protokoll der Mitgliederversammlung vom Mai 2024: 392 ordentliche Mitglieder. Nach dem letzten gedruckten Mitgliederverzeichnis von 2002 hatte der Künstlerverein damals 403 ordentliche Mitglieder.
Der KVM hat vier organisatorische Einheiten: den Künstlerverein, den ihm angegliederten Wirtschaftsbetrieb Weinkellerei Malkasten GmbH, deren Pächter der Gastronomie sowie die Stiftung Malkasten. Die Weinkellerei Malkasten GmbH ist für die Verpachtung und Vermietung der Räume zuständig. Die Gastronomie ist Pächterin des Restaurants und der Bar. Die MK-Gastronomie GmbH, die ab September 1995 tätig war, wurde im Dezember 2014 geschlossen. Am 4. Juli 2012 wurde die Stiftung Malkasten von der Bezirksregierung Düsseldorf als gemeinnützige Stiftung anerkannt. Die Stiftung verfolgt das Ziel, den KVM beim Erhalt seiner denkmalgeschützten Gebäude und des historischen Malkastenparks zu unterstützen und damit seine Unabhängigkeit zu bewahren. In diesem Sinn sollen ebenfalls die Ausstellungen und Veranstaltungen des KVM als Ort der Begegnung, des Diskurses und der Geselligkeit gefördert werden.
Der Vorstand des KVM und andere aktive Mitglieder organisieren, unterstützt vom Büro des Vereins, laufend Ausstellungen, Performances, Künstlergespräche, Konzerte, Filmvorführungen, Vorträge und andere kulturelle Veranstaltungen in den Gebäuden und im Park. Der Zutritt zu den Veranstaltungen ist (nebst einiger auf Mitglieder beschränkter Veranstaltungen) für alle Interessierten offen, meist kostenlos oder zu einem niedrigen Eintrittspreis.

## Ehrenmitglieder (Auswahl)
- 1850: Anton Fahne
- 1850: Ferdinand Freiligrath
- Carl Anton von Hohenzollern
- 1857: Adolph Schroedter
- 1874: Otto von Bismarck
- 1885: Adolph von Menzel
- 1886: Andreas Achenbach
- 1888: Helmuth Liesegang
- 1897: Oswald Achenbach
- 1898: Ludwig Knaus
- 1917: Erich Ludendorff, Paul von Hindenburg
- 1946: Paul Clemen
- 1947: Gustav Lindemann
- Theodor Heuss
- 1954: Wilhelm Schmurr
- 1970: Edmund Anton Kohlschein
- 1990: Albert Fürst
- 1998: Klaus Rinke (1. Vorsitzender, 1994–1996)
- 2003: Peter Royen
- 2021: Karl Heinz Rummeny
- 2022:  Robert Hartmann (1. Vorsitzender, 2000–2022)

- 2023: Johanne Fuchs (Vorsitzende des Wirtschaftsbeirats 2006 / 2012–2022)

## Dokumente
- Shakspeare[sic!]-Album: sämmtliche Costümfiguren aus dem Shakspearefest … 1864, von der Künstler-Gesellschaft ‚Malkasten‘ in Düsseldorf, photographirt und herausg. von Gebr. G. & A. Overbeck. Düsseldorf 1864, Digitalisat von Google Bücher.
- Sabine Schroyen (Bearb.): Quellen zur Geschichte des Künstlervereins Malkasten. Ein Zentrum bürgerlicher Kunst und Kultur in Düsseldorf seit 1848. LVR-Archivhefte, Band 24, Habelt, Bonn 1992, ISBN 3-7927-1293-8, online-Ausgabe, (PDF; 11 MB).